# Jake Wesley Rogers

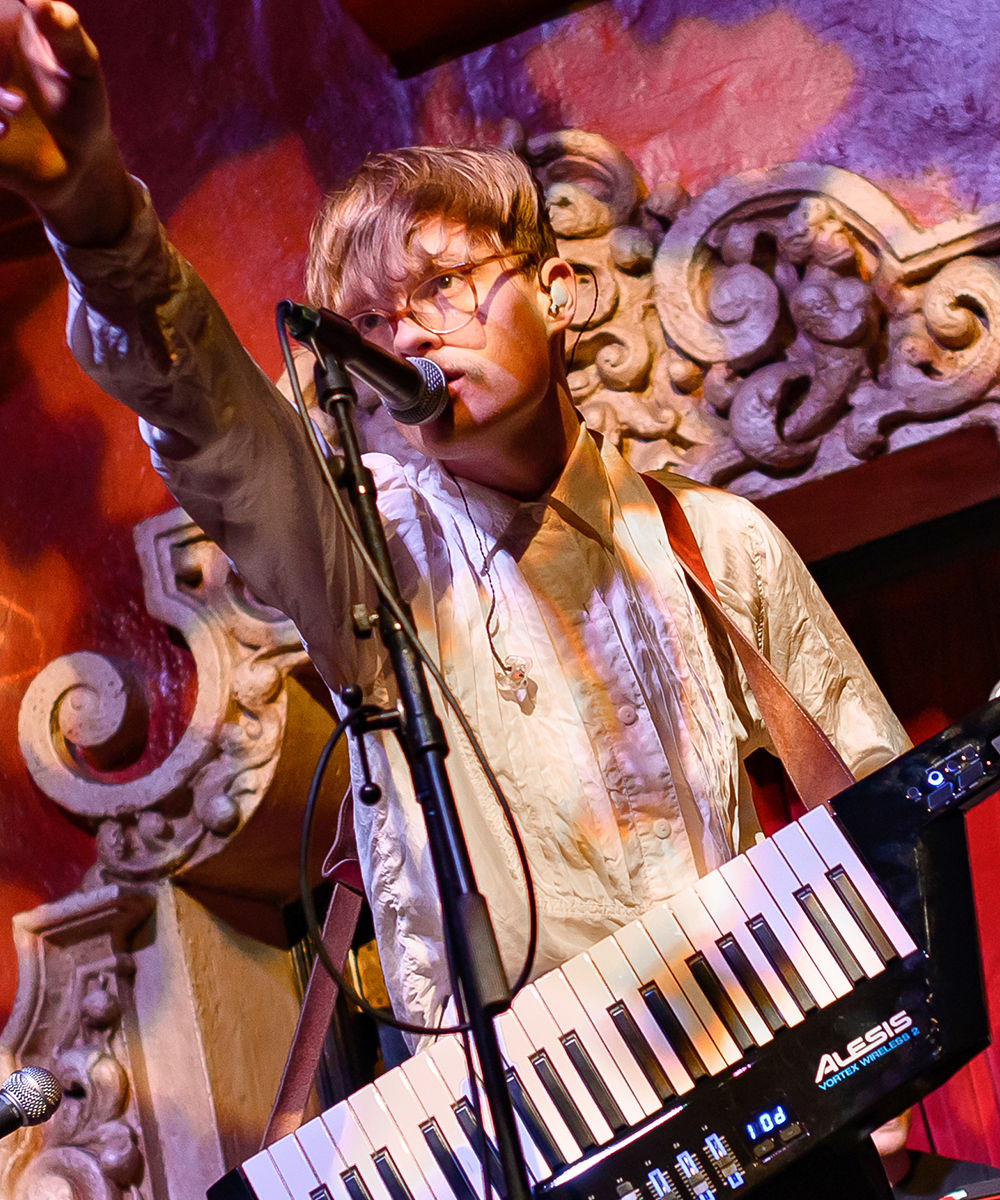
Jake Wesley Rogers (2019)

Jake Wesley Rogers (* 19. Dezember 1996 in Springfield, Missouri) ist ein US-amerikanischer Singer/Songwriter.

## Leben
Rogers wuchs in Ozark, Missouri, auf, wo er im Alter von 6 Jahren das Gitarrespielen erlernte und im Alter von 12 Jahren mit dem Klavierspielen und Gesangsunterricht begann. Rogers begann in der 5. Klasse in Theaterproduktionen aufzutreten und schrieb bald darauf Songs. Schon in jungen Jahren besuchte er prägende Konzerte für Künstler wie Lady Gaga und Nelly Furtado. Rogers outete sich in der 6. Klasse als schwul, und obwohl seine Familie ihn unterstützte, hatte er das Gefühl, dass er seine Orientierung aufgrund des kulturellen Klimas in seiner Heimatstadt verbergen musste.
Rogers zog im Alter von 18 Jahren nach Nashville, um an der Belmont-Universität Songwriting zu studieren. Rogers schloss 2018 sein Studium ab.

## Diskografie

### EPs
| Titel     | Album                                                                    |
| --------- | ------------------------------------------------------------------------ |
| Evergreen | - Veröffentlicht: 16. Juni 2017 - Label: Selbstveröffentlicht            |
| Spiritual | - Veröffentlicht: 5. April 2019 - Label: Selbstveröffentlicht            |
| Pluto     | - Veröffentlicht: 1. Oktober 2021 - Label: Facet Records/Warner Records  |
| LOVE      | - Veröffentlicht: 21. Oktober 2022 - Label: Facet Records/Warner Records |

### Singles
| Titel                   | Jahr | Album     |
| ----------------------- | ---- | --------- |
| "You Should Know"       | 2017 | Evergreen |
| "Jacob From the Bible"  | 2019 | Spiritual |
| "Little Queen"          | 2019 | Spiritual |
| "Middle of Love"        | 2021 | Pluto     |
| "Momentary"             | 2021 | Pluto     |
| "Weddings and Funerals" | 2021 | Pluto     |